# الغواصة الألمانية يو-717
غواصة يو-717 غواصة يو بوت ألمانية من  بنيت لسلاح بحرية ألمانيا النازية كريغسمارينه، في أحواض سي. ستولكن سون خلال الحرب العالمية الثانية.

## التصميم
غواصة الفئة VII كانت العمود الفقري لأسطول الغواصات الألمانية (U-Boat) خلال الحرب العالمية الثانية، وهي واحدة من أكثر التصاميم نجاحًا وانتشارًا، حيث تم بناء أكثر من 700 وحدة منها بمختلف الإصدارات (مثل VIIA، VIIB، VIIC). إليك تفاصيل تصميمها:
1. الأبعاد والمواصفات العامة:
- الطول: حوالي 67 مترًا (للإصدار VIIC).
- العرض: حوالي 6.2 متر.
- الغاطس: حوالي 4.7 متر.
- الإزاحة:
  - على السطح: حوالي 769 طنًا (VIIC).
  - تحت الماء: حوالي 871 طنًا.
- الطاقم: بين 44 و60 فردًا، حسب المهمة والتعديلات.

2. نظام الدفع:
- على السطح: محركا ديزل (عادةً من طراز MAN أو Germaniawerft) بقوة إجمالية حوالي 2800-3200 حصان، مما يتيح سرعة قصوى تصل إلى 17-18 عقدة (31-33 كم/س).
- تحت الماء: محركات كهربائية تعمل بالبطاريات بقوة حوالي 750 حصان، تمنح سرعة قصوى 7-8 عقد (13-15 كم/س).
- المدى:
  - على السطح: حوالي 8500 ميل بحري (15,700 كم) بسرعة 10 عقد.
  - تحت الماء: حوالي 80-90 ميل بحري (150-170 كم) بسرعة 4 عقد.

3. التسليح:
- أنابيب الطوربيد: 5 أنابيب (4 في المقدمة و1 في المؤخرة)، تحمل عادةً 14 طوربيدًا مقاس 53.3 سم.
- مدفع السطح: مدفع بحري عيار 8.8 سم (SK C/35) مع حوالي 220 طلقة (في الإصدارات المبكرة، تمت إزالته لاحقًا في بعض الطرازات لتقليل المقاومة).
- مضادات الطائرات: مدفع عيار 2 سم (لاحقًا أضيفت مدافع أكبر مثل 3.7 سم في بعض الطرازات).

4. التصميم الهيكلي:
- الهيكل: تصميم هيكل مزدوج (ضغط داخلي وخارجي) مصنوع من الفولاذ عالي القوة لتحمل الضغط تحت الماء.
- عمق الغوص:
  - العمق التشغيلي: حوالي 100-150 مترًا.
  - العمق الأقصى (النظري): يصل إلى 230-250 مترًا قبل الانهيار.
- برج القيادة: تصميم ديناميكي هوائي لتقليل المقاومة، مع تجهيزات للرصد والمدافع المضادة للطائرات.

5. التقنيات والابتكارات:
- نظام التهوية: مزودة بأنظمة تهوية (Schnorchel) في الإصدارات المتأخرة (مثل VIIC/41)، مما يسمح لها بالبقاء تحت الماء لفترات أطول باستخدام محركات الديزل.
- الرادار والسونار: تطورت التجهيزات مع الوقت، حيث أضيف كاشف رادار (FuMO) ونظام سونار لتحديد مواقع السفن المعادية.

6. الغرض والاستخدام:
صُممت هذه الغواصات لعمليات الحرب البحرية في المحيط الأطلسي، بهدف قطع خطوط الإمداد للحلفاء. كانت مرنة وفعالة في مهاجمة السفن التجارية والحربية، مع قدرة على البقاء في البحر لأسابيع.